# Ruprecht von Querfurt
Ruprecht von Querfurt († 19. Dezember 1266) war von 1260 bis 1266 Erzbischof von Magdeburg.

## Leben
Ruprecht von Querfurt war der Sohn des Gebhard IV. (* vor 1178; † nach 1213), Burggraf von Magdeburg, und der Luitgard von Nassau († 1222). Ruprecht wurde zunächst Domdechant in Magdeburg und schließlich von 1260 bis 1266 Erzbischof. Während seines Episkopates fand am Sonntag Jubilate (dritter Sonntag nach Ostern) 1261 eine Provinzialsynode in Magdeburg statt. Die bedeutenden Ausgaben, besonders bei dem Kauf des Palliums, hatten den ohnehin schon unter seinem Vorgänger ziemlich geleerten bischöflichen Schatz völlig erschöpft. Um sich Geldquellen zu erschließen, veranlasste Ruprecht im Jahre 1261, die reichsten Magdeburger Juden gefangen zu nehmen und erst nach Zahlung einer hohen Geldsumme freizulassen. Außerdem wurden die Häuser der Juden geplündert. Den Juden in Halle war die gleiche Behandlung zugedacht, was die Bürger der Stadt jedoch (zunächst) zu verhindern wussten.
Die Stadt Halle wurde jedoch gezwungen, sich dem Willen des Erzbischofs zu fügen, musste die Juden ihrem Schicksal überlassen und selbst noch für ihre Widersetzlichkeit eine namhafte Summe zahlen. In Ruprechts Schatzkammer sollen durch diese kriminellen Machenschaften mehr als 100.000 Mark Silber geflossen sein. In Ruprechts Regierungszeit fällt ein nach längeren Auseinandersetzungen abgeschlossener Vertrag (sogenannte Magna Charta Halensis) mit der Stadt Halle vom 30. Juli 1263, der der Stadt gegen Zahlung einer beträchtlichen Geldsumme weitgehende Freiheiten zusicherte.
Unter Erzbischof Ruprecht kamen auch die Flagellanten oder Geißler nach Magdeburg. Diese Brüderschaft war um das Jahr 1260 in Italien entstanden, fand dort großen Beifall und breitete sich schon 1261 auch über die Alpen aus. Die Städte durchziehend geißelten sie den entblößten Rücken, um so ihre Sünden zu büßen, und ermahnten das Volk, ein Gleiches zu tun. Erzbischof Ruprecht starb am 19. Dezember 1266 und wurde in der Magdeburger Domkirche begraben.